# David Makes Man
David Makes Man ist eine US-amerikanische Fernsehserie, die von Tarell Alvin McCraney erdacht wurde. Die zehn Folgen der ersten Staffel liefen zwischen dem 14. August und dem 16. Oktober 2019 bei OWN.

## Handlung
Der 14-jährige Afroamerikaner David ist ein Wunderkind. Er lebt in einem Wohnprojekt in Florida und muss den Tod seines besten Freundes verkraften. Er wird aus der Schule genommen und in eine Klasse an einer anderen Schule untergebracht, die größtenteils von Weißen besucht wird. Nun führt David ein Doppelleben. Einerseits muss er auf der Straße in seiner Wohngegend überleben, wo er aufwuchs, andererseits will er sich diesen Zugang zum Bildungssystem nicht verbauen, der ihm einen Ausweg aus seinem bisherigen Leben als sozial Benachteiligter bieten könnte.

## Besetzung

### Hauptdarsteller
| Schauspieler             | Rolle         | Hauptrolle (Folgen) |
| ------------------------ | ------------- | ------------------- |
| Ade Chike Torbert        | Raynan        | 1.01– / 10 Folgen   |
| Travis Coles             | Miss Elijah   | 1.01– / 9 Folgen    |
| Akili McDowell           | David         | 1.01– / 8 Folgen    |
| Jimel Atkins             | Ray Kelly     | 1.01– / 7 Folgen    |
| Lindsey Blackwell        | Marissa       | 1.01– / 7 Folgen    |
| Vonii Bristow            | Gold Tooth    | 1.01– / 7 Folgen    |
| Nathaniel Logan McIntyre | Seren Kelly   | 1.01– / 7 Folgen    |
| Logan Rozos              | Star Child    | 7 Folgen            |
| Gillian Williams         | Jessica Kelly | 1.01– / 7 Folgen    |
| Nick Creegan             | Desmond       | 6 Folgen            |
| Daniel Augustin          | Eman          | 1.01– / 6 Folgen    |
| Teshi Thomas             | Tare          | 1.01– / 6 Folgen    |

### Nebenfiguren
| Schauspieler       | Rolle    | Folgen (gesamt) |
| ------------------ | -------- | --------------- |
| Frederick Williams | Lazy Eye | 5 Folgen        |
| Kimaya Naomi       | Shella   | 5 Folgen        |

## Entstehung
Der Autor Tarell Alvin McCraney siedelte die Geschichte wie bereits im Film Moonlight in einem afroamerikanischen Wohnprojekt an. Das erste seiner Art im Süden der USA war das am Martin Luther King Jr. Boulevard in Liberty City in Miami im Jahr 1937 angelegte Wohnungsbauprojekt für Schwarze. Auch David Makes Man stützt sich wie Moonlight auf McCraneys Erfahrung, als er mit einer allein erziehenden Mutter in einer Welt aufwuchs, die ihm nur wenig Unterstützung bot.
Die Titelrolle von David wurde mit Akili McDowell besetzt. Der Nachwuchsschauspieler wurde 2002 in San Francisco geboren.

## Veröffentlichung
Am 14. August 2019 wurde die Pilotfolge David’s Sky bei OWN gezeigt und im Spätsommer und Herbst die weiteren neun Folgen. Die Pilotfolge der zweiten Staffel soll im Juni 2021 beim Tribeca Film Festival erstmals gezeigt werden.

## Episoden
| Nr. | Deutscher Titel | Originaltitel              | Erstausstrahlung USA | Deutschsprachige Erstausstrahlung (—) | Regie                    | Drehbuch                                                                  |
| --- | --------------- | -------------------------- | -------------------- | ------------------------------------- | ------------------------ | ------------------------------------------------------------------------- |
| 1   | —               | David’s Sky                | 14. Aug. 2019        | —                                     | Michael Francis Williams | Tarell Alvin McCraney                                                     |
| 2   | —               | Dai Out                    | 21. Aug. 2019        | —                                     | Kiel Adrian Scott        | Tarell Alvin McCraney, Lucien Christian Adderley, Richard „Byrd“ Wilson   |
| 3   | —               | MJB                        | 28. Aug. 2019        | —                                     | Kiel Adrian Scott        | Tarell Alvin McCraney & Lucien Christian Adderley & Richard „Byrd“ Wilson |
| 4   | —               | Gloria                     | 4. Sep. 2019         | —                                     | Kiel Adrian Scott        | Denitria Harris-Lawrence                                                  |
| 5   | —               | Love or Poetize These Hoes | 11. Sep. 2019        | —                                     | Daina Reid               | Jaquen Castellanos                                                        |
| 6   | —               | When It All Falls          | 18. Sep. 2019        | —                                     | Daina Reid               | John J. Strauss                                                           |
| 7   | —               | Son of Man                 | 25. Sep. 2019        | —                                     | Daina Reid               | Allison Davis                                                             |
| 8   | —               | Bubble House               | 2. Okt. 2019         | —                                     | Cheryl Dunye             | John J. Strauss & Jaquen Castellanos                                      |
| 9   | —               | Some I Love                | 9. Okt. 2019         | —                                     | Cheryl Dunye             | Allison Davis, Denitria Harris-Lawrence                                   |
| 10  | —               | Son’s Sky                  | 16. Okt. 2019        | —                                     | Cheryl Dunye             | Lucien Christian Adderley, Richard „Byrd“ Wilson                          |